# Prospetto della Flora Euganea
Prospetto della Flora Euganea (abreviado Prosp. Fl. Eugan.) es un libro con ilustraciones y descripciones botánicas que fue escrito por el botánico, micólogo, pteridólogo, y algólogo italiano Vittore Benedetto Antonio Trevisan de Saint-Léon y publicado en Padua en el año 1842.